# Koh Kong (đảo)
Koh Kong hay Kaoh Kong (tiếng Khmer:កោះកុង; IPA: [kaːo̯h koŋ]) là hòn đảo lớn nhất tại Campuchia, đảo thuộc huyện Koh Kong của tỉnh Koh Kong.
Đảo Koh Kong hay Koh Kong Kroah trong tiếng Khmer nằm cách thị trấn huyện lị-tỉnh lị Koh Kong 22 km về phía nam. Hòn đảo có chiều dài khoảng 22 km và chiều rộng là 6 km và điểm cư dân duy nhất là một ngôi làng chài có tên là Alatang ở góc đông nam của hòn đảo. Mặt tây của hòn đảo có 6 bãi biển nhiệt đới còn hoang sơ. Bên cạnh các bãi biển, Koh Kong còn có các đầm phá nước ngọt tự nhiên do các dòng suối chảy xuống từ các đỉnh núi. Hòn đảo hiện cũng đang tiến hành phát triển du lịch. Các khu rừng ngập mặn được thay thế bằng các đầm nuôi tôm
Hiện không có các cơ sở lưu trú trên đảo và phần cực bắc của đảo là một trong ba căn cứ hải quan của Hải quân Hoàng gia Campuchia, việc cắm trại được cho phép ở bãi biển thứ 5 và thứ 6 và tại một đồn quân sự tại làng Alatang.